# Paul Ochieng
Paul Ochieng (ur. 1967) – kenijski piłkarz grający na pozycji obrońcy. W swojej karierze rozegrał 14 meczów w reprezentacji Kenii.

## Kariera klubowa
Swoją karierę piłkarską Ochieng rozpoczął w klubie Mumias Sugar FC. Zadebiutował w nim w 1987 roku. W 1988 roku przeszedł do Gor Mahia. Wywalczył z nim cztery tytuły mistrza Kenii w sezonach 1990, 1991, 1993 i 1995 oraz zdobył dwa Puchary Kenii w sezonach 1988 i 1992. W latach 1996–1998 występował w AFC Leopards. W sezonie 1998 został z nim mistrzem Kenii.

## Kariera reprezentacyjna
W reprezentacji Kenii Ochieng zadebiutował 14 marca 1988 roku w przegranym 0:3 grupowym meczu Pucharu Narodów Afryki 1988 z Nigerią, rozegranym w Rabacie. Na tym turnieju zagrał również w innych grupowych meczach, z Egiptem (0:3) i z Kamerunem (0:0).
W 1990 roku Ochienga powołano do kadry na Puchar Narodów Afryki 1990. Zagrał w nim w trzech meczach grupowych: z Senegalem (0:0), z Zambią (0:1) i z Kamerunem (0:2). Od 1988 do 1996 wystąpił w kadrze narodowej 14 razy.